# جوزپه آریزی
جوزپه آریزی (انگلیسی: Giuseppe Arezzi; ۱ مارس ۱۹۱۷ – ۱۷ ژوئن ۱۹۹۰) بازیکن فوتبال اهل ایتالیا بود.
از باشگاه‌هایی که در آن بازی کرده‌است می‌توان به باشگاه فوتبال اینتر میلان، باشگاه فوتبال مودنا، باشگاه فوتبال آلساندریا، باشگاه فوتبال ونتزیا، باشگاه فوتبال پادوا، و باشگاه فوتبال وارزه اشاره کرد.